# Nivelles (járás)
A Nivelles járás közigazgatási körzet a belga Vallon-Brabant tartományban található. A járásban 27 település és 113 résztelepülés található, lakossága 370 460 fő (2007. január 1-jei adat). A közigazgatási körzet határai egybeesnek az igazságszolgáltatási körzeti határral.

## Történelme
A nivellesi körzetet 1800-ban, a francia megszállás alatt hozták létre, a Département de la Dyle tartomány harmadik körzeteként. Eredetileg a Jodoigne, Jodoigne, Herne, Nivelles, Perwez és Wavre kantonok tartoztak a körzethez. 1823-ban a nyelvi határok rendezése során Biez, Bonlez, Dion-le-Mont, Dion-le-Val, Eerken, Nethen, Deurne-Bevekom, Hamme-Mille, Longueville, Nodebais, Piétrebais, Bossut-Gottechain, Linsmeel és Graven településeket ide csatolták a leuveni körzettől.
Ugyanekkor Brüsszeltől Couture-Saint-Germain, Genval, Lasne-Chapelle-Saint-Lambert, Ohain, Rixensart, Rosières és La Hulpe településeket csatolták a körzethez, míg Brüsszelhez Galmaarden, Heikruis, Herne, Herfelingen, Oetingen, Tollembeek és Vollezele településeket csatolták.
1963-ban a nyelvi határok végleges meghatározásakor Bierghes, Saintes településeket, valamint Overijse egy részét Brüsszelhez csatolták, illetve ugyanekkor Neerheylissem, Opheylissem, L'Écluse és Zétrud-Lumay településeket a leuveni körzettől ide csatolták.
1977-ben a települések egyesítése miatt Noville-sur-Mehaigne települést az namuri körzethez csatolták.

## Települések és résztelepülések
Önálló települések:
| - Beauvechain - Braine-l’Alleud - Braine-le-Château - Chastre - Chaumont-Gistoux - Court-Saint-Étienne - Genappe - Grez-Doiceau - Hélécine - Incourt - Ittre - Jodoigne - La Hulpe - Lasne |

| - Mont-Saint-Guibert - Nivelles - Orp-Jauche - Ottignies-Louvain-la-Neuve - Perwez - Ramillies - Rebecq - Rixensart - Tubize - Villers-la-Ville - Walhain - Waterloo - Wavre |

Résztelepülések:
| - Archennes - Autre-Église - Baisy-Thy - Baulers - Beauvechain - Bierges - Bierghes - Biez - Bomal - Bonlez - Bornival - Bossut-Gottechain - Bousval - Braine-l’Alleud - Braine-le-Château - Céroux-Mousty - Chastre-Villeroux-Blanmont - Chaumont-Gistoux - Clabecq - Corbais - Corroy-le-Grand - Cortil-Noirmont - Court-Saint-Étienne - Couture-Saint-Germain - Dion-le-Mont - Dion-le-Val - Dongelberg - Énines - Folx-les-Caves - Geest-Gérompont-Petit-Rosière - Genappe - Gentinnes - Genval - Glabais - Glimes - Grand-Rosière-Hottomont - Grez-Doiceau - Hamme-Mille |

| - Haut-Ittre - Hévillers - Houtain-le-Val - Huppaye - Incourt - Ittre - Jandrain-Jandrenouille - Jauche - Jauchelette - Jodoigne - Jodoigne-Souveraine - L'Écluse - La Hulpe - Lasne-Chapelle-Saint-Lambert - Lathuy - Lillois-Witterzée - Limal - Limelette - Linsmeau - Longueville - Loupoigne - Mélin - Malèves-Sainte-Marie-Wastines - Maransart - Marbais - Marilles - Mellery - Monstreux - Mont-Saint-André - Mont-Saint-Guibert - Neerheylissem - Nethen - Nivelles - Nil-Saint-Vincent-Saint-Martin - Nodebais - Noduwez - Ohain - Oisquercq |

| - Ophain-Bois-Seigneur-Isaac - Opheylissem - Opprebais - Orbais - Orp-le-Grand - Ottignies - Perwez - Piétrain - Piétrebais - Plancenoit - Quenast - Ramillies-Offus - Rixensart - Rebecq - Rosières - Roux-Miroir - Saintes - Saint-Géry - Sart-Dames-Avelines - Saint-Jean-Geest - Saint-Remy-Geest - Thines - Thorembais-les-Béguines - Thorembais-Saint-Trond - Tilly - Tourinnes-la-Grosse - Tourinnes-Saint-Lambert - Tubize - Vieux-Genappe - Villers-la-Ville - Virginal-Samme - Walhain-Saint-Paul - Waterloo - Wauthier-Braine - Wavre - Ways - Zétrud-Lumay |

1. ↑  Wettelijke Bevolking per gemeente op 1 januari 2018. Statbel. (Hozzáférés: 2019. március 9.)